# Membury
Membury è un villaggio a tre miglia a nord-ovest di Axminster nel distretto di East Devon. La popolazione al censimento del 2011 era di 501 unità.
Il villaggio si trova all'interno dell'area di straordinaria bellezza naturale di Blackdown Hills e si trova appena a nord-est di Beckford Bridge sul fiume Yarty, che è il più antico ponte per cavalli da soma nell'East Devon. Vicino al villaggio c'è l'ex Quaker Meeting House che ora è un hotel.
Vi sono stati trovati reperti dell'età della pietra e il castello di Membury, un forte dell'età del ferro, fornisce prove di un primo insediamento.

## Origini del nome
Membury deriva il suo nome dall'anglosassone "Maenbeorg" (fortezza) e compare come "Maaberia" nel Domesday Book.

## Monumenti e luoghi d'interesse

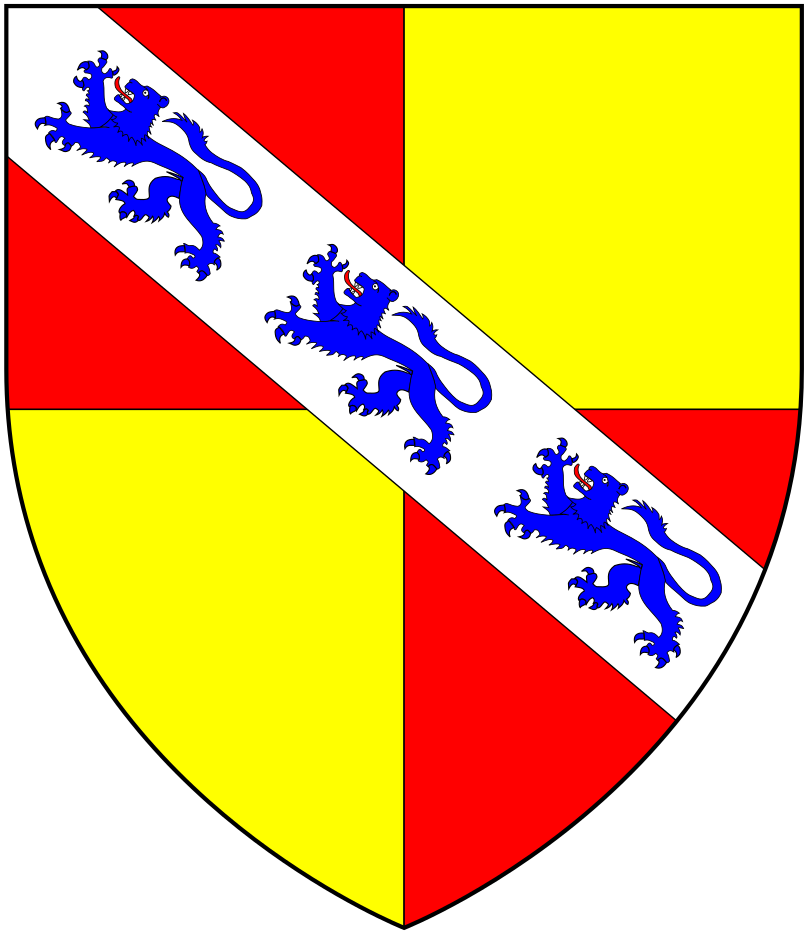
Stemma araldico di Perry of Water: inquartato di rosso e o, su una banda d'argento tre leoni passanti d'azzurro

Il paese ha una chiesa del XIII secolo, dedicata a san Giovanni Battista, con un'alta torre snella. Nella navata c'è un monumento a sir Shilston Calmady, che fu ucciso in una scaramuccia nei pressi del villaggio nel febbraio 1646 e fu sepolto nel coro.
La parrocchia di Membury contiene diverse proprietà storiche tra cui:
- Yarty, a lungo la sede della famiglia Fry.
- Waterhouse[4] (anticamente Waters, AtWaters,[5] West Waters [6] ), anticamente sede della famiglia de la Water (gallicizzata in de l'eau ("dall'acqua") [7] ), che, come d'uso all'epoca, aveva preso il cognome dal luogo: fu così chiamata (secondo Pole) per la sua vicinanza al fiume Yarty e "prese il nome dell'acqua adiacente e galleggiante sotto di esso".[8] Isabell Water, figlia ed erede di William Water, sposò Nicholas Hele, il figlio più giovane di Nicholas Hele di Hele,[8] nella parrocchia di Cornwood. Sua nipote era l'erede Emma Hele, che con il suo matrimonio (durante il regno di re Enrico VI (1422-1461)[7] ) con Christopher Perry portò il cognome Waters a suo figlio William Perry, che sposò una figlia di John Fry[9] della vicina Yarty. Dopo poche generazioni la famiglia si estinse in linea maschile alla morte di William Perry, che secondo Pole "sprecò tutti i suoi beni tranne soltanto questo";[8] le quattro sorelle e coeredi lo vendettero a William Fry[10] dell'adiacente Yarty (o Nicholas Fry (m.1632),[11] sceriffo del Devon nel 1626, che ricostruì Yarty e il cui monumento sopravvive nella chiesa di Membury), che lo unì alle altre sue proprietà, trasformandolo, secondo Pole in "una proprietà molto ampia, redditizia e comoda, rifornita di pascoli, prati, seminativi, boschi e acqua e tutte le comodità appartenenti all'ospitalità".[8] Lo stemma araldico di Perry of Waters era: inquartato di rosso e con, su una banda d'argento, tre leoni passanti d'azzurro.[3]